# اریکسون (نام خانوادگی)
اریکسون می‌تواند یکی از موارد زیر باشد:
- سون یوران اریکسون، (۱۹۴۸) بازیکن و سرمربی سوئدی.
- لیف اریکسون، ( ۹۷۰ - ۱۰۲۰) کاشف نورس.
- اریک اریکسون، (۲۰۰۲) روانشناس.
- میلتون اریکسون، (۱۹۰۱ – ۱۹۸۰) روان درمانگر و روانشناس آمریکایی.